# Имре Варади
Имре Варади (мађ. Várady Imre; Катрајнфелд, 1. март 1867 – Зрењанин, 5. март 1959) је био угледни великобечкеречки, петровградски и зрењанински адвокат, политичар, новински уредник, посланик угарског Сабора, предводник мађарске националне мањине у Банату у периоду између два рата. Био је народни посланик Краљевине СХС и сенатор Краљевине Југославије.
Његов унук, Тибор Варади (рођен 1939), стручњак је из области права.

## Извор
- ЗРикипедија Имре Варади
- Варадијеви кроз три века („Политика“, 8. април 2016)
- Годину дана затвора за противнародни осмех („Политика”, 18. фебруар 2018)